# Барнард-коледж
40°48′34″ пн. ш. 73°57′48″ зх. д. / 40.809444444444° пн. ш. 73.963333333333° зх. д.
Барнард-коледж (англ. Barnard College) — приватний жіночий гуманітарний коледж на Мангеттені. Заснований у 1889 році. З 1900 року афілійований з Колумбійським університетом, є одним із чотирьох коледжів Колумбійського університету, які присуджують ступінь бакалавра. Входить до асоціації семи найстаріших і найпрестижніших жіночих коледжів на східному узбережжі США. У 2012 році в рейтингу найкращих гуманітарних вишів США за версією US News & World Report Барнард-коледж посів 33 місце.

## Історія
Барнард-коледж був заснований в 1889 році з метою забезпечити базову освіту для жінок, порівнянну за якістю з Колумбійським університетом та іншими вищими школами Ліги плюща. Аж до 1983 року на навчання до Колумбійського університету на бакалаврські програми допускали лише чоловіків.
Коледж отримав назву на честь Фредеріка Августа Портера Барнарда, американського педагога та математика, який був десятим президентом Колумбійського коледжу з 1864 по 1889 рік.
Він відстоював рівні права для чоловіків та жінок, виступав за бажане роздільне навчання для хлопчиків та дівчаток, а з 1879 року виступав за визнання прав жінок на вищу освіту в Колумбійському університеті.
Опікунська рада неодноразово відхиляла пропозицію Барнарда, але в 1883 році університет пообіцяв створити докладний план навчання для жінок. Перша жінка-випускниця здобула ступінь бакалавра у 1887 році. Колишня студентка, Енні Натан Меєр, та інші відомі Нью-Йоркські жінки в 1889 році переконали правління в необхідності створити жіночий коледж, об'єднавши його з Колумбійським університетом.

## Відносини з Колумбійським університетом
Барнард-коледж описує себе «як самостійний освітній заклад та офіційний коледж Колумбійського університету, та радить абітурієнткам під час складання резюме писати «Барнард-коледж, Колумбійський університет» або «Коледж Барнарда Колумбійського університету». Колумбійський університет описує Барнард-коледж як афілійовану організацію, як факультет університету або коледж, який виступає «у партнерстві» з ним. Академічний журнал описує Барнард-коледж як колишнього партнера, який став школою в межах університету. Facebook включає студенток та випускниць Барнард-коледжу до групи Колумбійського університету за інтересами. Барнард-коледж та Колумбійський університет оцінюють коледж як факультет перебування, і випускниці Барнарда отримують дипломи Колумбійського університету, підписані президентами Барнард-коледжу та Колумбійського університету.

## Відомі випускниці та викладацький склад

### Викладачки та викладачі
- Гаррієт Брукс, фізикиня-ядерниця
- Гелен П. Фолі, філологиня-грецистка
- Мері Гордон, письменниця
- Марґарет Молтбі, фізикиня
- Габріела Містраль, поетеса, Нобелівська премія з літератури 1945 року
- Елейн Пейджелс, теологиня
- Джон Волш, історик мистецтва
- Елі Візель, письменник, Нобелівська премія миру 1986 року

### Випускниці
- Лорі Андерсон, виконавиця і музикантка
- Наталі Анжер, наукова журналістка
- Шарлотта Армстронг, письменниця
- Грейс Лі Боггс, письменниця, правозахисниця та феміністка
- Енн Брашерес, молодіжна письменниця
- Еліз Коуен, поетеса
- Едвідж Дантікет, письменниця
- Торі Дент, поетеса, письменниця та мистецтвознавиця
- Суелетт Дрейфус, медіазнавиця і письменниця
- Гелен Гахаган, акторка та політична діячка Демократичної партії
- Спраг Грейден, акторка
- Лорен Грем, акторка
- Патриція Гайсміт, письменниця
- Зора Ніл Герстон, письменниця та фольклористка
- Елана Джеймс, джазова скрипалька
- Карла Джей, викладачка англійської мови та ЛГБТ-активістка
- Джойс Джонсон, письменниця
- Еріка Джонг, письменниця
- Джин Кіркпатрік, амбасадорка США в ООН (1981—1985)
- Джумпа Лахірі, авторка
- Ліліан Розанофф Лібер математикиня, письменниця та викладачка університету
- Маргарет Мід, антропологиня й етнологиня
- Агнес Е. Маєр, журналістка та меценатка
- Еліс Дюер Міллер, письменниця, поетеса та феміністка
- Джудіт Міллер, журналістка
- Синтія Ніксон, акторка
- Елсі Клюз Парсонс, соціологиня й антропологиня
- Лі Ремік, акторка
- Джоан Ріверс, артистка
- Анна Й. Шварц, економістка
- Ліліана Сегура, журналістка
- Софія Сіммондс, хімікиня й викладачка університету
- Марта Стюарт, редакторка
- Анна Діггз Тейлор, юристка, перша жінка-суддя федерального суду
- Твайла Тарп, хореографка і артистка балету
- Сюзанна Вега, співачка та авторка пісень
- Жаннет Волс, журналістка
- Джейн Ваєтт, акторка